# Verneuil-sur-Seine
Verneuil-sur-Seine és un municipi francès, situat al departament d'Yvelines i a la regió de Illa de França. L'any 2007 tenia 15.524 habitants.
Forma part del cantó de Verneuil-sur-Seine, del districte de Saint-Germain-en-Laye i de la Comunitat urbana Grand Paris Seine et Oise.

## Demografia

### Població
El 2007 la població de fet de Verneuil-sur-Seine era de 15.524 persones. Hi havia 6.068 famílies, de les quals 1.726 eren unipersonals (716 homes vivint sols i 1.010 dones vivint soles), 1.406 parelles sense fills, 2.296 parelles amb fills i 640 famílies monoparentals amb fills.
La població ha evolucionat segons el següent gràfic:
Habitants censats

### Habitatges
El 2007 hi havia 6.483 habitatges, 6.186 eren l'habitatge principal de la família, 94 eren segones residències i 203 estaven desocupats. 2.724 eren cases i 3.627 eren apartaments. Dels 6.186 habitatges principals, 3.801 estaven ocupats pels seus propietaris, 2.324 estaven llogats i ocupats pels llogaters i 61 estaven cedits a títol gratuït; 332 tenien una cambra, 583 en tenien dues, 1.443 en tenien tres, 1.650 en tenien quatre i 2.176 en tenien cinc o més. 4.153 habitatges disposaven pel capbaix d'una plaça de pàrquing. A 3.326 habitatges hi havia un automòbil i a 2.118 n'hi havia dos o més.

### Piràmide de població
La piràmide de població per edats i sexe el 2009 era:
| Homes | Edats   | Dones |
| ----- | ------- | ----- |
| 4     | 95 o +  | 12    |
| 12    | 90 a 94 | 44    |
| 20    | 85 a 89 | 80    |
| 36    | 80 a 84 | 72    |
| 148   | 75 a 79 | 196   |
| 172   | 70 a 74 | 208   |
| 216   | 65 a 69 | 256   |
| 272   | 60 a 64 | 312   |
| 396   | 55 a 59 | 352   |
| 528   | 50 a 54 | 548   |
| 484   | 45 a 49 | 540   |
| 588   | 40 a 44 | 608   |
| 616   | 35 a 39 | 620   |
| 612   | 30 a 34 | 688   |
| 484   | 25 a 29 | 560   |
| 372   | 20 a 24 | 368   |
| 528   | 15 a 19 | 440   |
| 528   | 10 a 14 | 488   |
| 632   | 5 a 9   | 548   |
| 488   | 0 a 4   | 444   |

## Economia
El 2007 la població en edat de treballar era de 10.342 persones, 7.923 eren actives i 2.419 eren inactives. De les 7.923 persones actives 7.356 estaven ocupades (3.810 homes i 3.546 dones) i 568 estaven aturades (245 homes i 323 dones). De les 2.419 persones inactives 627 estaven jubilades, 1.122 estaven estudiant i 670 estaven classificades com a «altres inactius».

### Ingressos
El 2009 a Verneuil-sur-Seine hi havia 6.028 unitats fiscals que integraven 15.387 persones, la mediana anual d'ingressos fiscals per persona era de 25.536 €.

### Activitats econòmiques
Dels 525 establiments que hi havia el 2007, 1 era d'una empresa extractiva, 5 d'empreses alimentàries, 1 d'una empresa de fabricació de material elèctric, 10 d'empreses de fabricació d'altres productes industrials, 54 d'empreses de construcció, 87 d'empreses de comerç i reparació d'automòbils, 19 d'empreses de transport, 21 d'empreses d'hostatgeria i restauració, 27 d'empreses d'informació i comunicació, 14 d'empreses financeres, 20 d'empreses immobiliàries, 144 d'empreses de serveis, 94 d'entitats de l'administració pública i 28 d'empreses classificades com a «altres activitats de serveis».
Dels 96 establiments de servei als particulars que hi havia el 2009, 1 era una oficina de correu, 6 oficines bancàries, 4 tallers de reparació d'automòbils i de material agrícola, 1 autoescola, 6 paletes, 9 guixaires pintors, 4 fusteries, 3 lampisteries, 10 electricistes, 7 empreses de construcció, 6 perruqueries, 1 veterinari, 1 agència de treball temporal, 14 restaurants, 14 agències immobiliàries, 3 tintoreries i 6 salons de bellesa.
Dels 27 establiments comercials que hi havia el 2009, 2 eren supermercats, 4 fleques, 1 una fleca, 1 una carnisseria, 1 una botiga de congelats, 5 llibreries, 3 botigues de roba, 1 una botiga de roba, 1 una perfumeria i 8 floristeries.

## Equipaments sanitaris i escolars
Els 4 equipaments sanitaris que hi havia el 2009 eren farmàcies.
El 2009 hi havia 6 escoles maternals i 4 escoles elementals. A Verneuil-sur-Seine hi havia 2 col·legis d'educació secundària i 1 liceu d'ensenyament general. Als col·legis d'educació secundària hi havia 1.698 alumnes i als liceus d'ensenyament general 981.

## Poblacions més properes
El següent diagrama mostra les poblacions més properes.